# Бумеранг (колісна платформа)

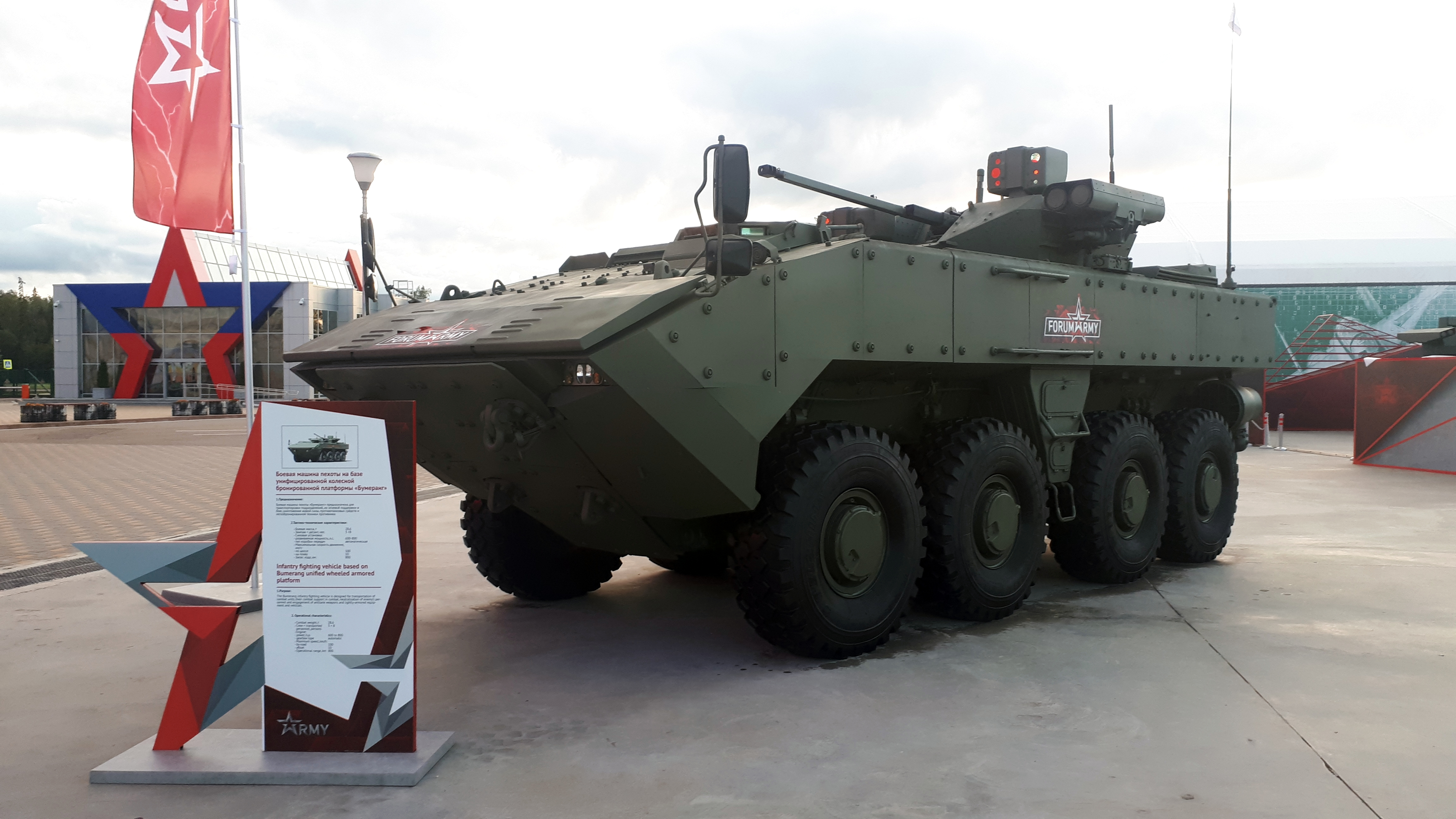
БМП К-17 ВПК-7829 «Бумеранг»

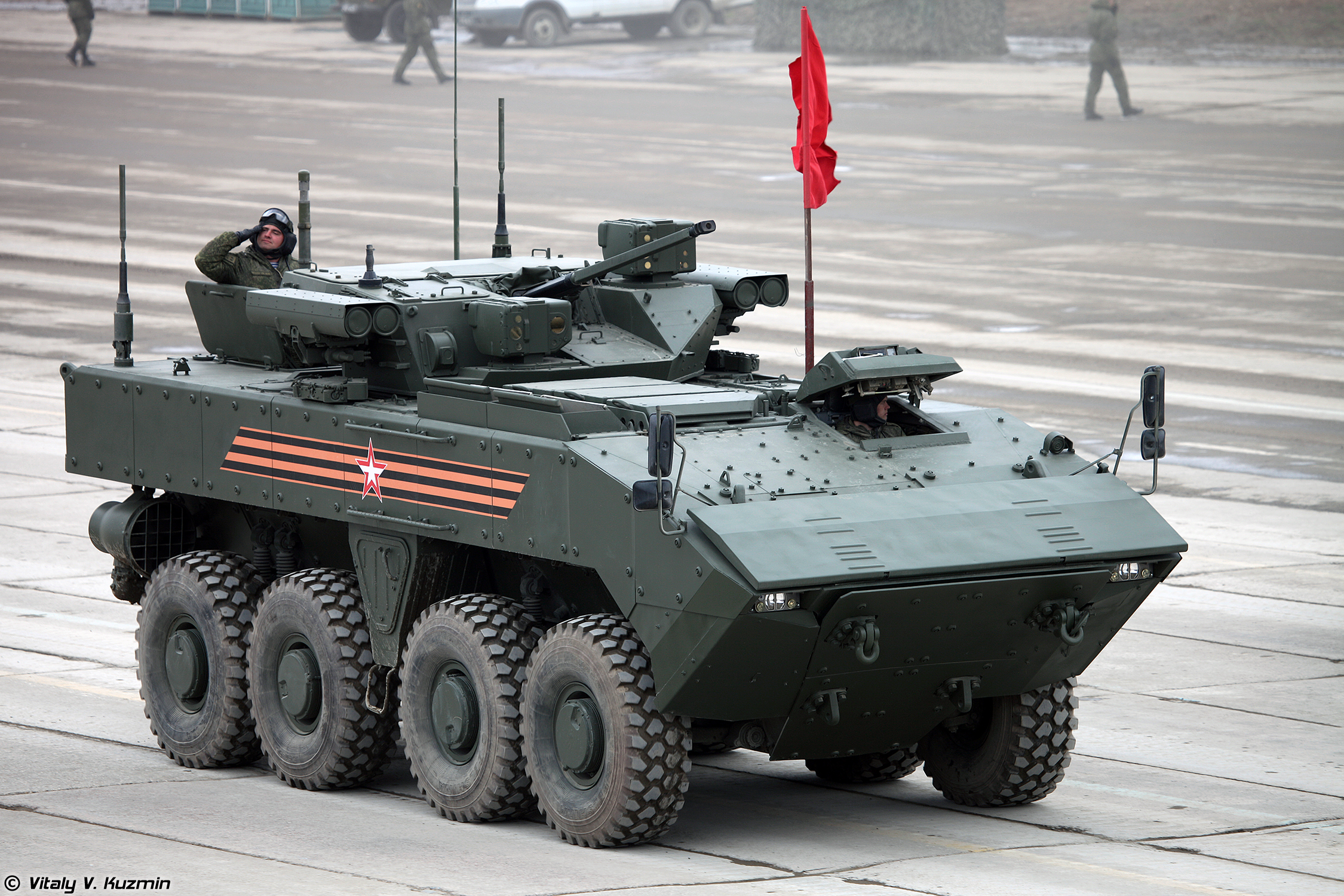
БМП К-17 ВПК-7829 «Бумеранг»

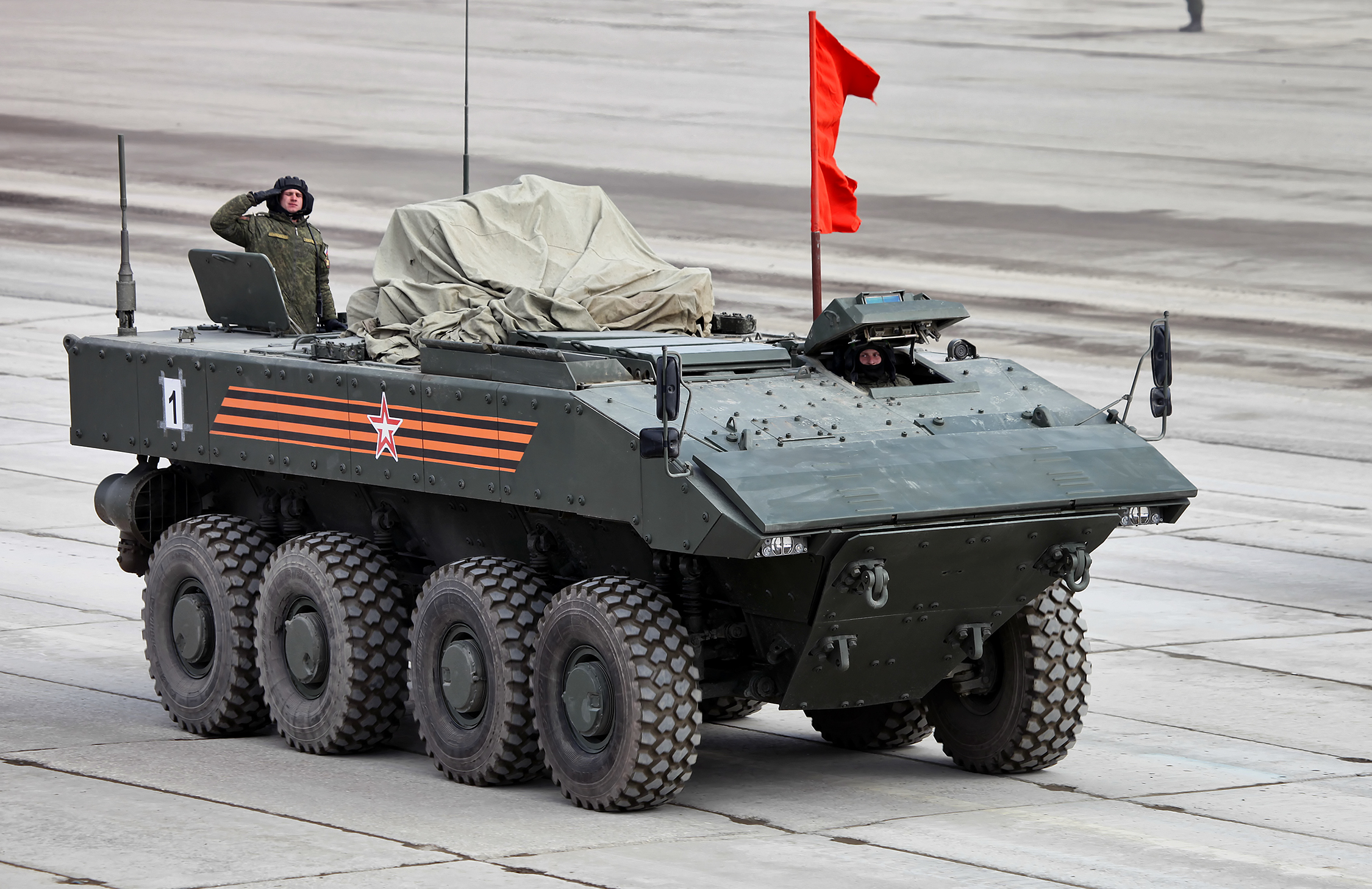
БТР К-16 ВПК-7829 «Бумеранг»

Уніфікована бойова платформа шифру «Бумеранг» — перспективна російська колісна платформа середньої вагової категорії, що розробляється ТОВ «Військово-промислова компанія», а виробник – Арзамаський машинобудівний завод. Перші зразки були представлені в 2013 році, а серійне постачання повинні початися в 2015 році. Широкій публіці виріб представити на параді Перемоги 9 травня 2015 року у кількості 3 машин. У 2020 р закінчено попередні випробування, а державні випробування мали розпочати у 2021 р., але згодом перенесено на березень-квітень 2022 р, а завершення випробувань – на листопад-грудень 2023 р. То ж серійний випуск може розпочатися не раніше 2024 р.

## Призначення
На основі уніфікованої середньої платформи шифру «Бумеранг» планується створити бронетранспортер ВПК-7829 «Бумеранг», колісну бойову машину піхоти, бойову машину з важким озброєнням та інші. Машини на основі платформи надійдуть на озброєння середніх бригад Сухопутних військ. Бронетранспортер на основі УБП «Бумеранг» призначений для транспортування і підтримки вогнем мотострілецького відділення, зможе самостійно долати водні перешкоди.

## Конструкція
Двигун буде розташований в передній частині машини, що дозволить здійснювати посадку і висадку десанту з корми. Платформа може бути оснащена дистанційно-керованим бойовим модулем залежно від типу машини.

## Галерея

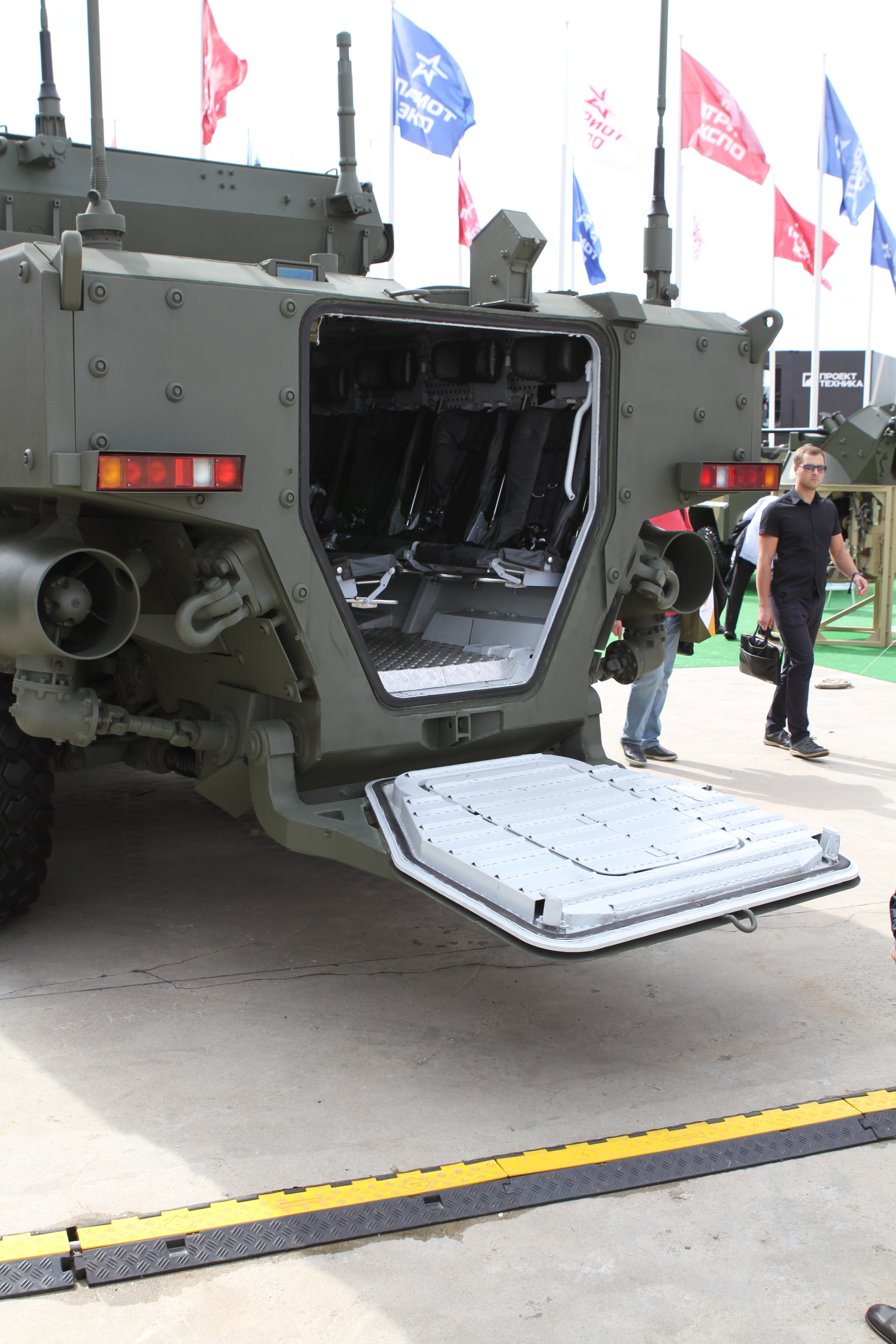
Апарель
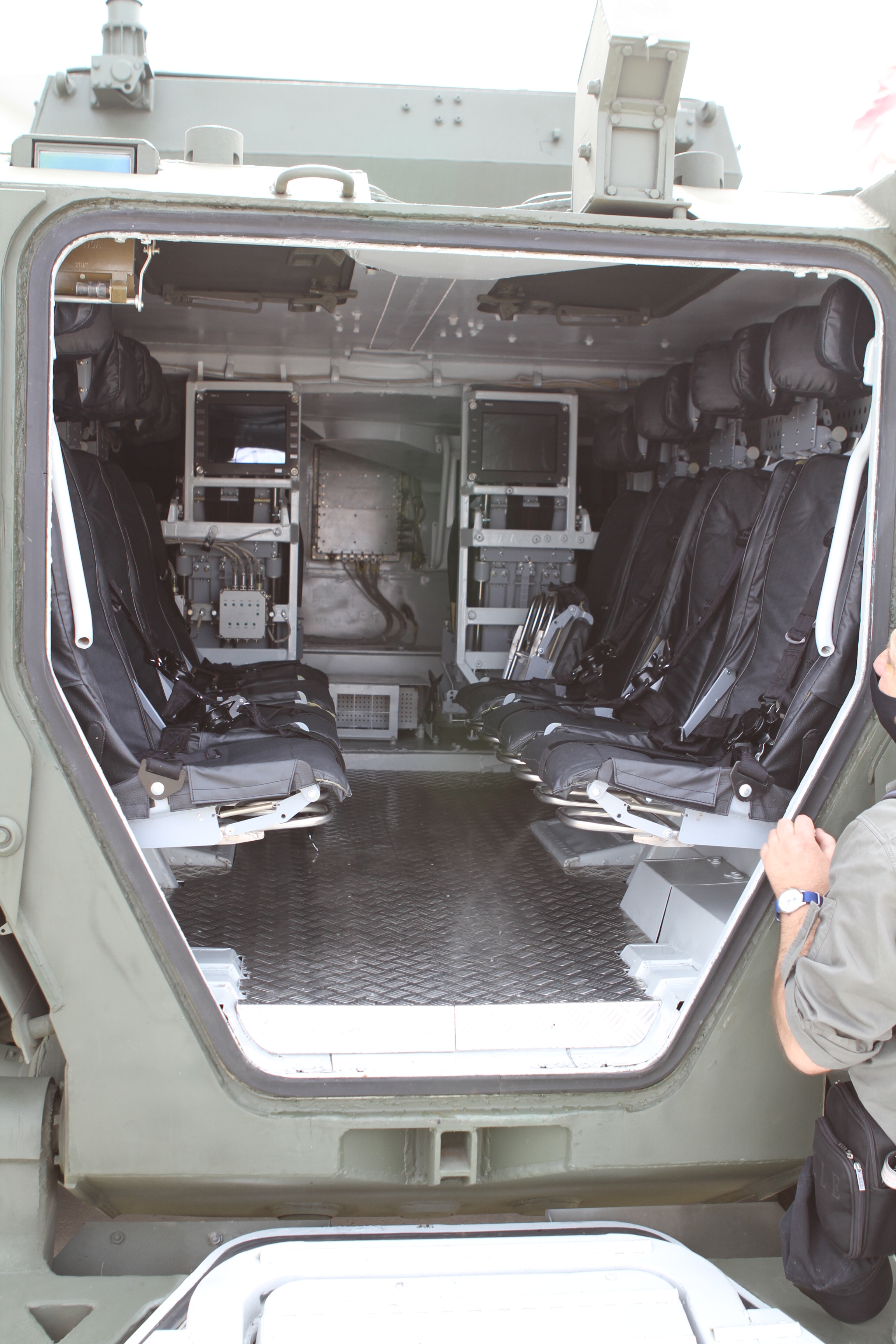
Десантне відділення
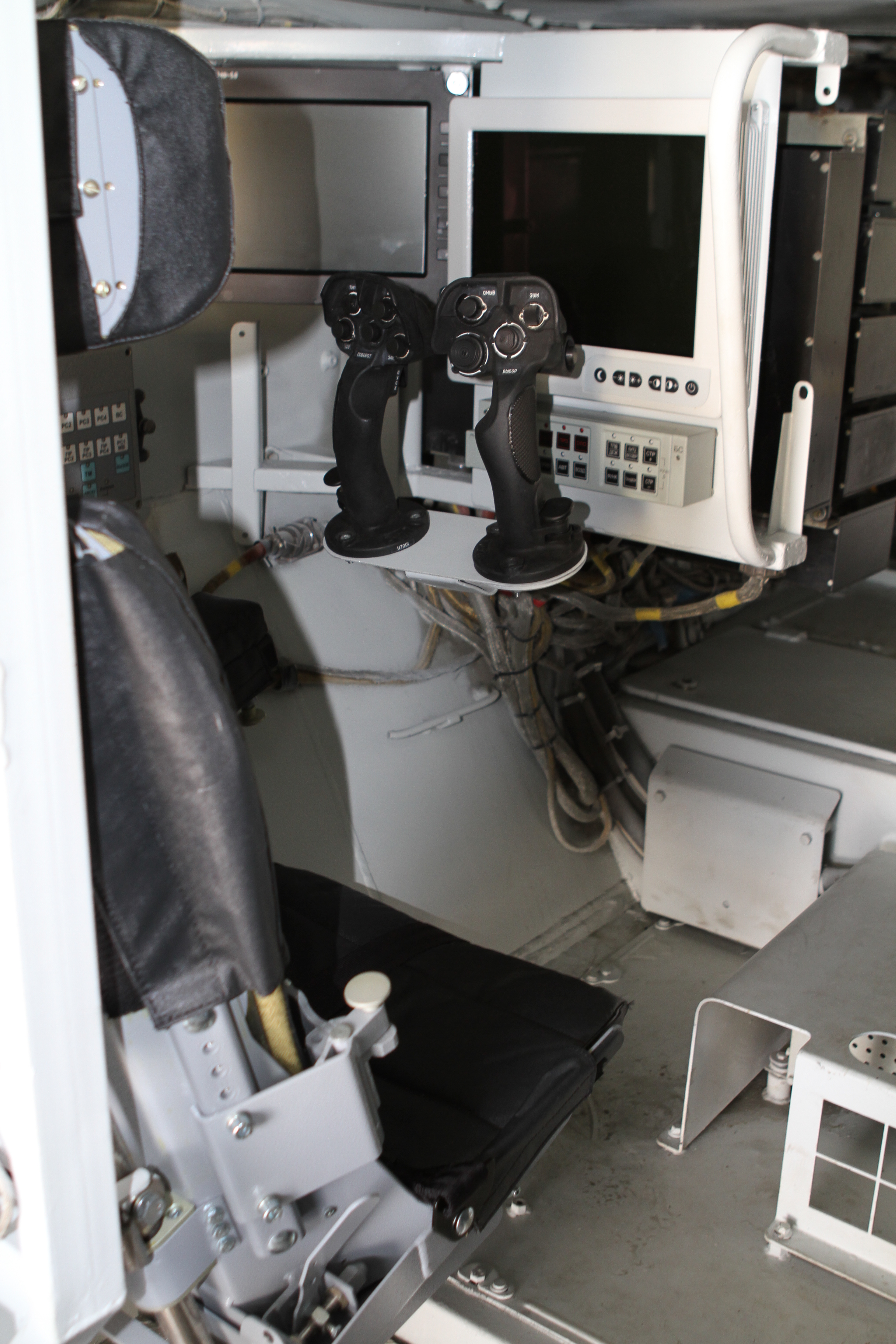
Місце командира
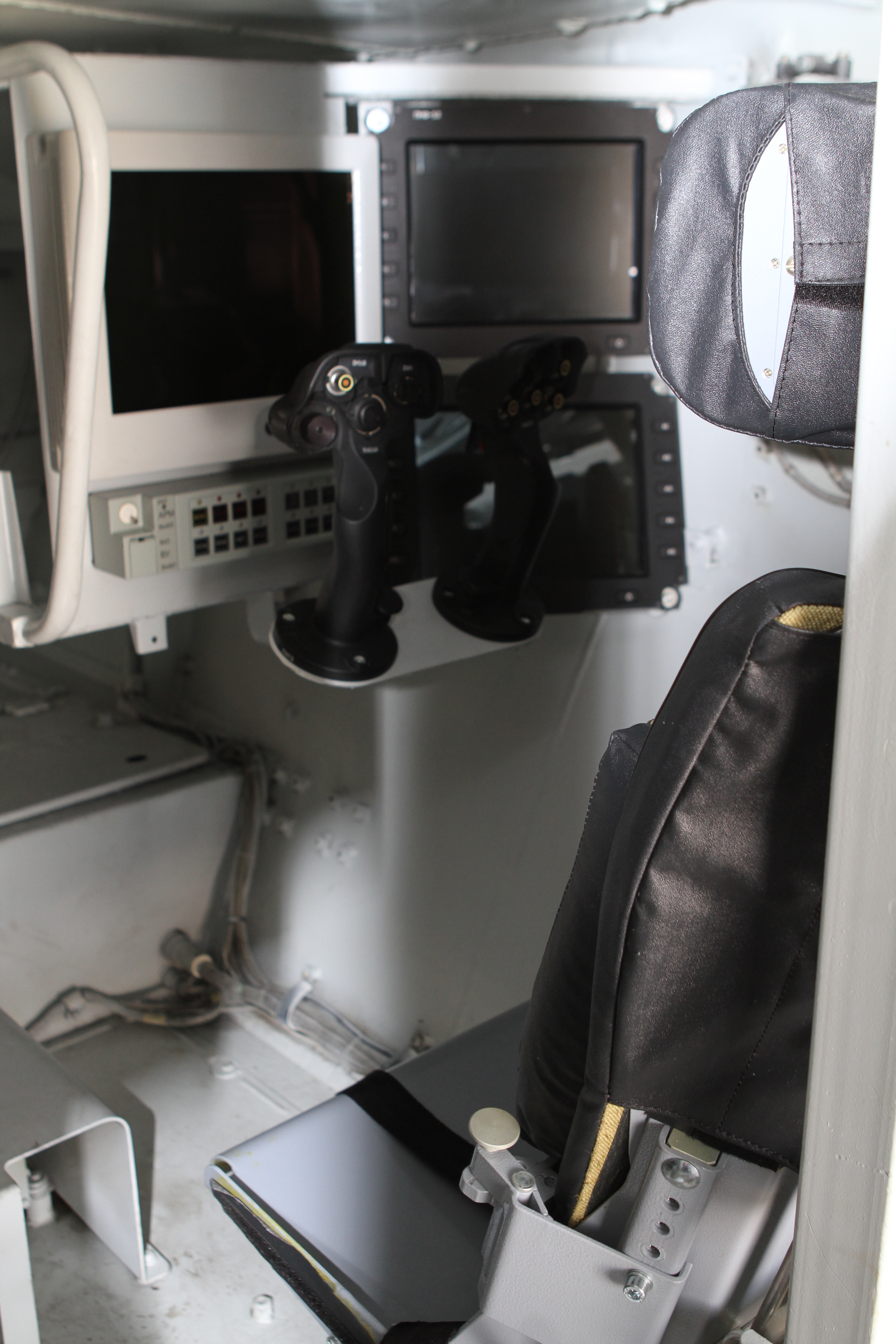
Місце стрільця
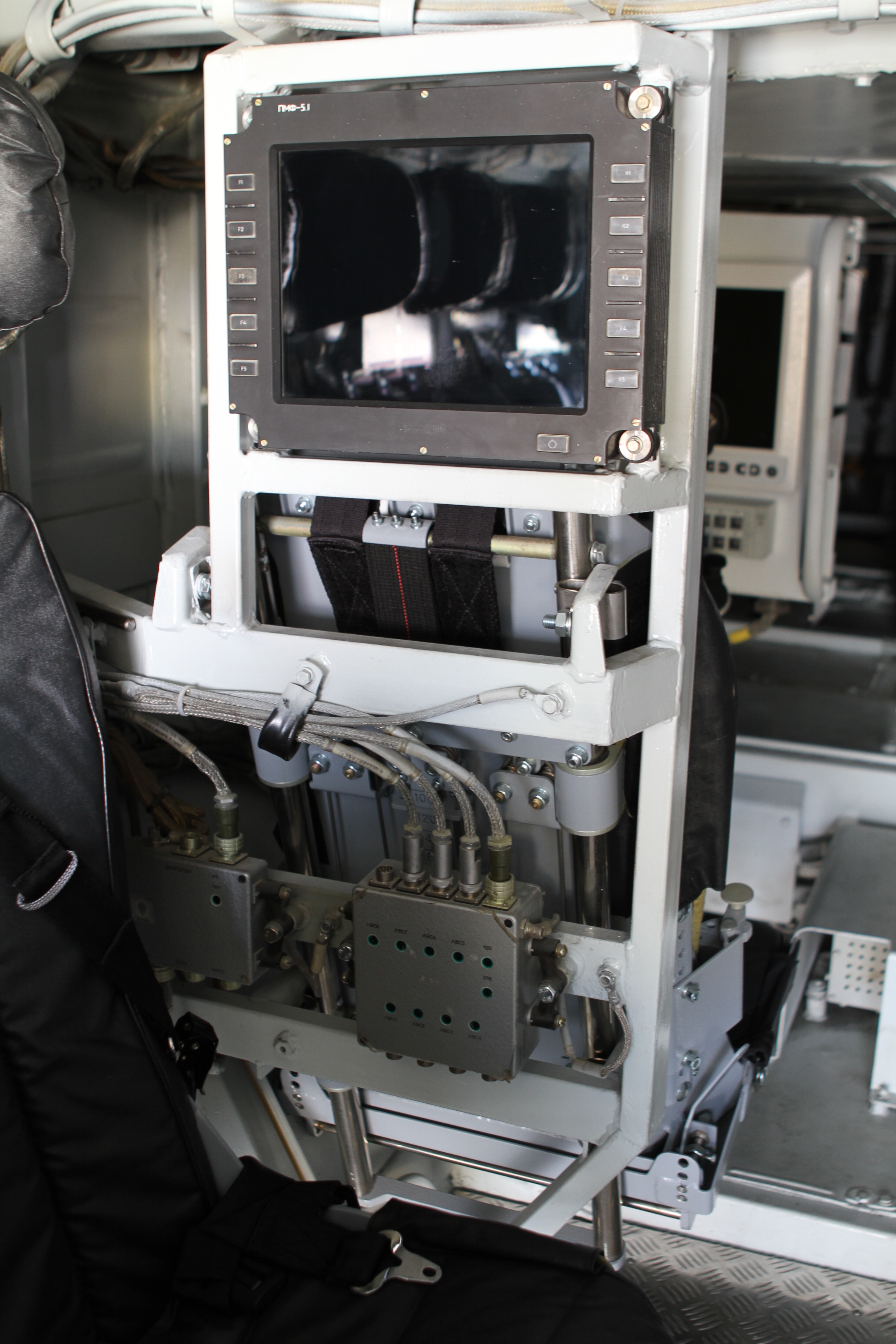
Дисплей в десантному відділенні

## Примітка
1. 1 2  Товщі, важчі, дорожчі: чому затримуються російські бронемашини "Бумеранг" (укр.). 6 грудня 2021. Архів оригіналу за 9 квітня 2022. Процитовано 9 квітня 2022.